# 罗伯托·梅伦德斯大都会球场
罗伯托·梅伦德斯大都会球场（西班牙語：Estadio Metropolitano Roberto Meléndez）是一座位于哥伦比亚巴兰基亚多用途全座位足球场，为当地球队巴兰基亚青年的主场。球场以哥伦比亚足球运动员罗伯托·梅伦德斯之名命名，并为哥倫比亞國家足球隊的官方比赛场地。